# سامير لاينيه
سامير لاينيه (بالفرنسية: Samyr Lainé) هو متسابق وثب ثلاثي هاييتي أمريكي ولد في يوم 17 يوليو 1984 في ناياك في نيويورك. أبرز إنجازاته كان فوزه بالميدالية الفضية دورة الألعاب الأمريكية 2014 في مكسيكو.